# Mai-Ndombe
Mai-Ndombe − prowincja w Demokratycznej Republice Konga, która ma powstać na mocy konstytucji przyjętej w 2006 roku, obecnie w granicach prowincji Bandundu. Stolicą prowincji ma być Inongo.